# Los Corrales de Buelna
Los Corrales de Buelna är en kommun i Spanien. Den ligger i den autonoma regionen Kantabrien i norra delen av landet, 300 km norr om huvudstaden Madrid. Antalet invånare är 10 813 (2024).